# Lúčky (district de Žiar nad Hronom)
Lúčky (allemand : Honneshau, hongrois : Jánosrét) est un village de Slovaquie situé dans la région de Banská Bystrica.

## Histoire
La première mention écrite du village date de 1429.

## Démographie

### Évolution de la population
| Année:               | 1994. | 2004.    | 2014.   | 2024.   |
| -------------------- | ----- | -------- | ------- | ------- |
| Nombre de personnes: | 192   | 213      | 212     | 194     |
| Différence:          |       | +10,93 % | -0,46 % | -8,49 % |

| Année:               | 2023. | 2024.   |
| -------------------- | ----- | ------- |
| Nombre de personnes: | 196   | 194     |
| Différence:          |       | -1,02 % |